# Arley Dinas
Arley Dinas, né le 16 mai 1974 à Caloto (Colombie), est un footballeur colombien, qui évoluait au poste de défenseur à l'America Cali, au Deportes Tolima, au Deportivo Cali, au Shonan Bellmare, à Millonarios et à Boca Juniors ainsi qu'en équipe de Colombie.
Dinas ne marque aucun but lors de ses vingt-neuf sélections avec l'équipe de Colombie entre 1995 et 2004. Il participe à la Copa América en 2004 avec la Colombie.

## Carrière
- 1991-1997 : America Cali
- 1998-2000 : Deportes Tolima
- 2001 : Deportivo Cali
- 2001 : Shonan Bellmare
- 2002 : Millonarios
- 2002-2003 : Boca Juniors
- 2003-2005 : Deportes Tolima  [1],[2]

## Palmarès

### En équipe nationale
- 29 sélections et 0 but avec l'équipe de Colombie entre 1995 et 2004.
- Troisième de la Copa América 2004.

### Avec l'America Cali
- Vainqueur du Championnat de Colombie de football en 1992 et 1997.